# Echinus multidentatus
Echinus multidentatus is een zee-egel uit de familie Echinidae.
De wetenschappelijke naam van de soort werd in 1925 gepubliceerd door Hubert Lyman Clark.